# Myslina
Myslina – wieś (obec) na Słowacji położona w kraju preszowskim, w powiecie Humenné. Pierwsze wzmianki o miejscowości pochodzą z roku 1330.
Według danych z dnia 31 grudnia 2012, wieś zamieszkiwało 565 osób, w tym 288 kobiet i 277 mężczyzn.
W 2001 roku rozkład populacji względem narodowości i przynależności etnicznej wyglądał następująco:
- Słowacy – 99,65%
- Czesi – 0,17%
- Rusini – 0,17%

Ze względu na wyznawaną religię struktura mieszkańców kształtowała się w 2001 roku następująco:
- Katolicy rzymscy – 95,64%
- Grekokatolicy – 1,57%
- Prawosławni – 2,26%
- Nie podano – 0,52%